# Jiří II. z Lamberka
Jiří II. (I.) z Lamberka též z Lamberg-Orteneggu (německy Georg II. (I.) von Lamberg-Ortenegg, † 1499) byl rakouský šlechtic z rodu Lambergů, pán na Lamberg-Orteneggu (dnes Ortnek ve Slovinsku) v Kraňském vévodství, kraňský zemský hejtman a plukovník císařské armády.

## Život
Narodil se jako syn Baltazara z Lamberka-Orteneggu († př. rokem 1426) a jeho manželky Markéty z Apfalternu († 1436), dcery Bartoloměje/Kašpara z Apfalternu († 1422). Jeho bratr Ondřej z Lamberka († 1473) byl pánem na Lambergu a Schneebergu, ženatý s Markétou z Zobelsbergu, dcerou Bedřicha z Zobelsbergu.
V roce 1397 Jiří založil linii Rosenbühl a Ortenegg. Stal se císařským velitelem na hranicích se západoslovanským etnikem Wendů. Za jeho služby mu v roce 1468 císař Bedřich III. daroval panství a pevnost Ortenegg v Kraňském vévodství.
Jeho synové (a jejich bratranci) byli dne 12. ledna 1524 povýšeni do říšského panského stavu a 17. února 1544 v Praze na svobodné pány z Orteneggu a Ottensteinu (v Dolním Rakousku). Pravnoučata jeho syna Kašpara (III.) byla v roce 1636 povýšena do dědičného říšského hraběcího stavu a v roce 1707 na dědičná říšská knížata z Lamberka a v roce 1709 převazli titul lankrabat z Leuchtenberka.

### Manželství a rodina
Jiří II. (I.) z Lamberka-Orteneggu byl ženatý s Alžbětou z Zobelsbergu. Z jejich manželství se narodilo 5 dětí:  
- Zikmund z Lamberka († 1539), říšský svobodný pán 12. ledna 1524, ženaty s Uršulou Rauberovou
- Kryštof z Lamberka († 1579), říšský svobodný pán od 12. ledna 1524, svobodný pán z Orteneggu a Ottensteinu (v Praze 17. února 1544), biskup sekavský (1541–1546)
- Jiří († mladý)
- Linhart († mladý)
- Baltazar († 1530)

Jiří II. z Lamberka-Orteneggu se v roce 1480 oženil podruhé. Vzal si Marii Magdalenu z Thurn-Valsassiny-Kreuze (* asi 1464– 1538/1556), dceru Feba Simona della Torre di Vipulzano († 1485) a Silvie z Arcoloniani. Manželé měli několik dětí:
- Ambrož z Lamberka († 1551), říšský svobodný pán od 12. ledna 1524, svobodný pán z Orteneggu a Ottensteinu (v Praze 17. února 1544)
- Melichar z Lamberka († 1550), říšský svobodný pán od 12. ledna 1524, svobodný pán z Orteneggu a Ottensteinu (v Praze 17. února 1544), oženil se s Annou Marií z Hasselbachu
- Josef z Lamberka (1489– 20. října 1554), říšský svobodný pán 12. ledna 1524, svobodný pán z Orteneggu a Ottensteinu (v Praze 17. února 1544), ženatý I. 1518 s Alžbětou z Elbachu/Ehrlachu († 1534), II. s Markétou z Kuehnu († 1536), III. s Annou von Cvetkovich
- Wolfgang z Lamberka (1483– 1550/1554), říšský svobodný pán 12. ledna 1524, svobodný pán z Orteneggu a Ottensteinu (v Praze 17. února 1544), ženatý I. s Evou Gallovou z Gallensteinu († asi 1556), II. s Uršulou z Ditrichštejna (* asi 1520)
- Kašpar III. z Lamberka (1492– 27. dubna 1548), říšský svobodný pán 12. ledna 1524, svobodný pán z Orteneggu a Ottensteinu (v Praze 17. února 1544), ženatý I. s hraběnkou Annou Marii z Thurnu, II. s Markétou Langovou z Wellenburgu († 10. září 1573), dcerou Lukáše Langa z Wellenburgu a Markéty Hoferové z Urfarnu a neteří kardinála Matyáše Langa z Wellenburgu, knížete-arcibiskupa salcburského (1519–1540).

## Galerie

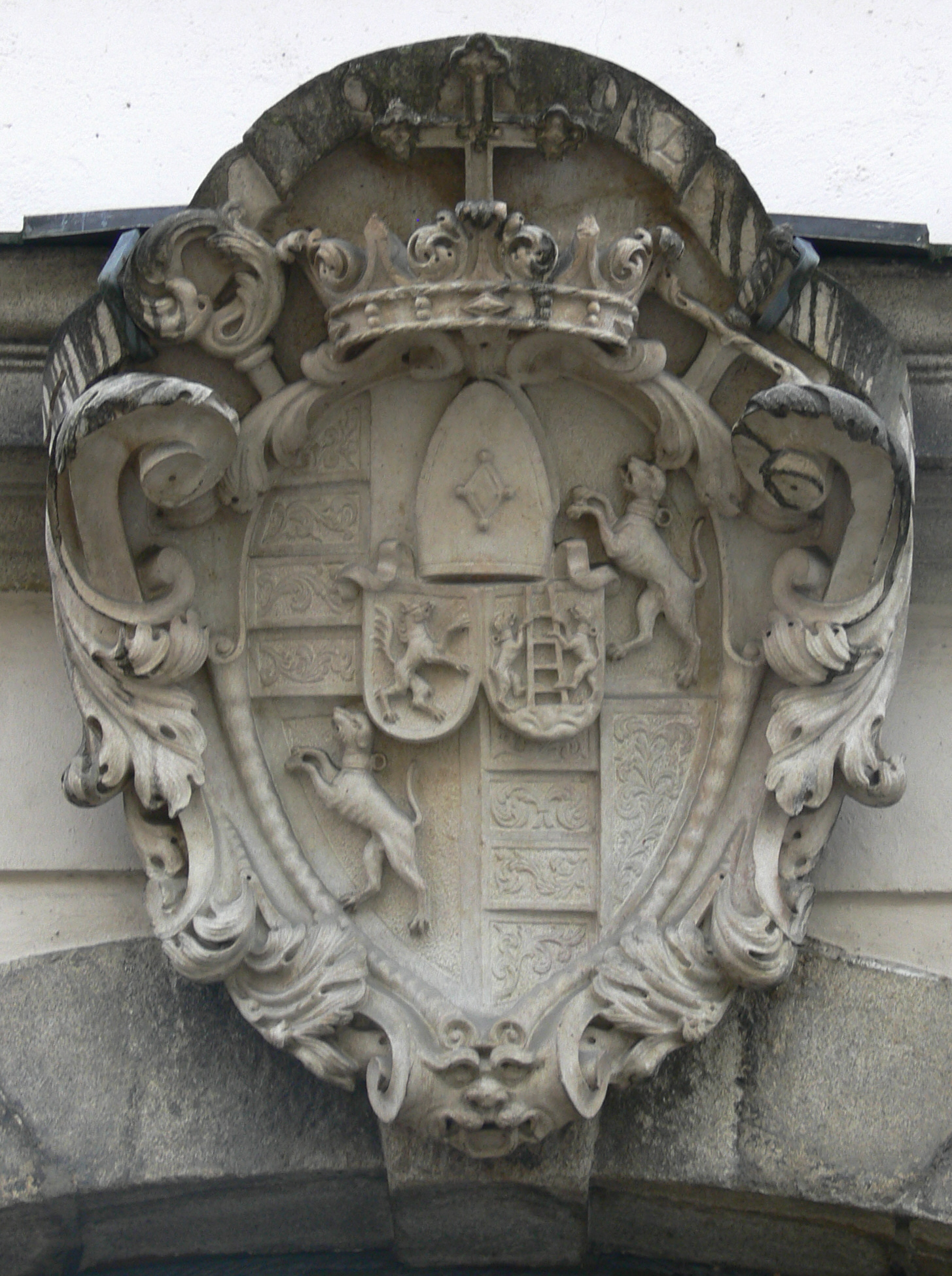
Rodový erb Lambergů
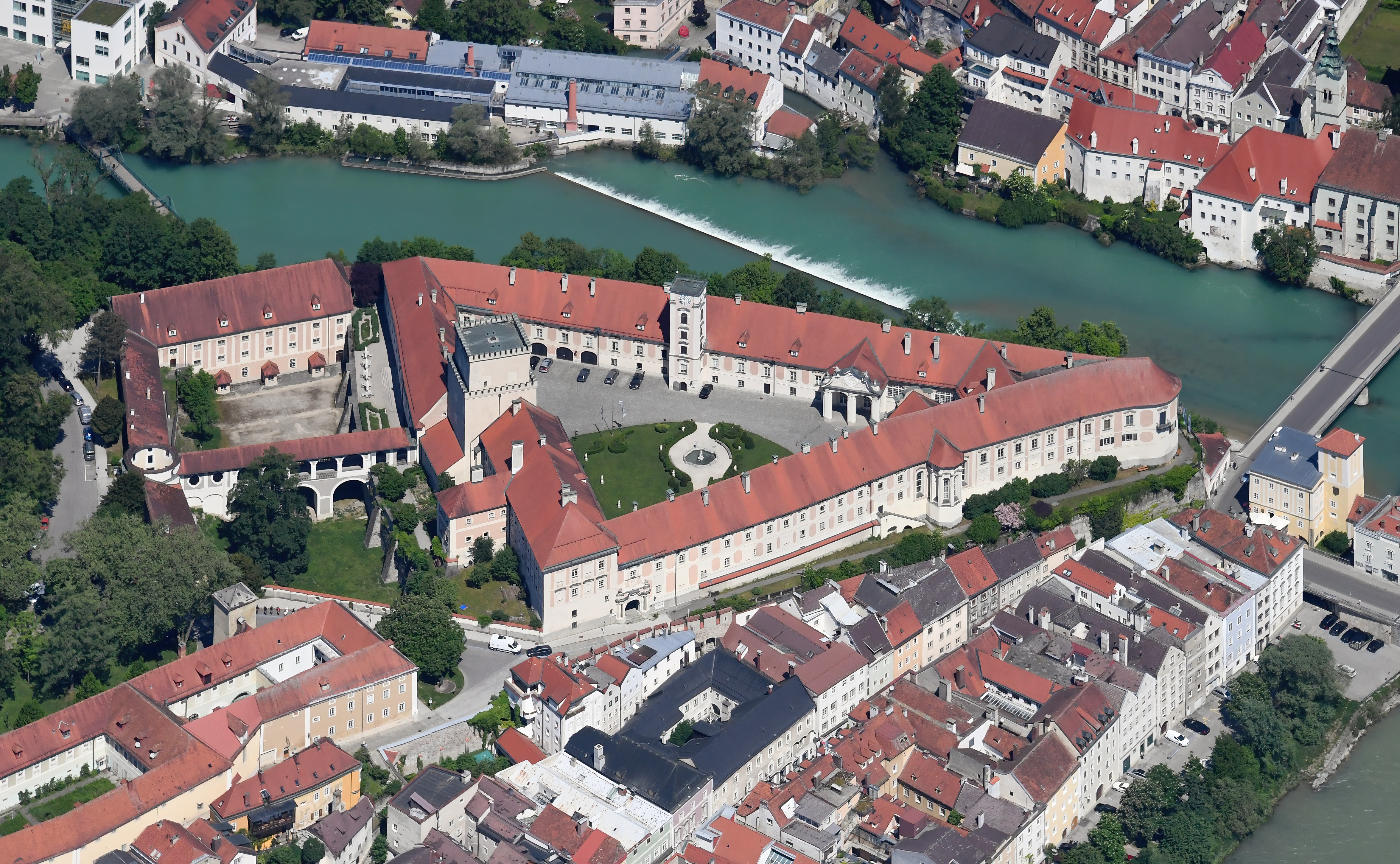
Zámek Lamberg, Steyr (2011)
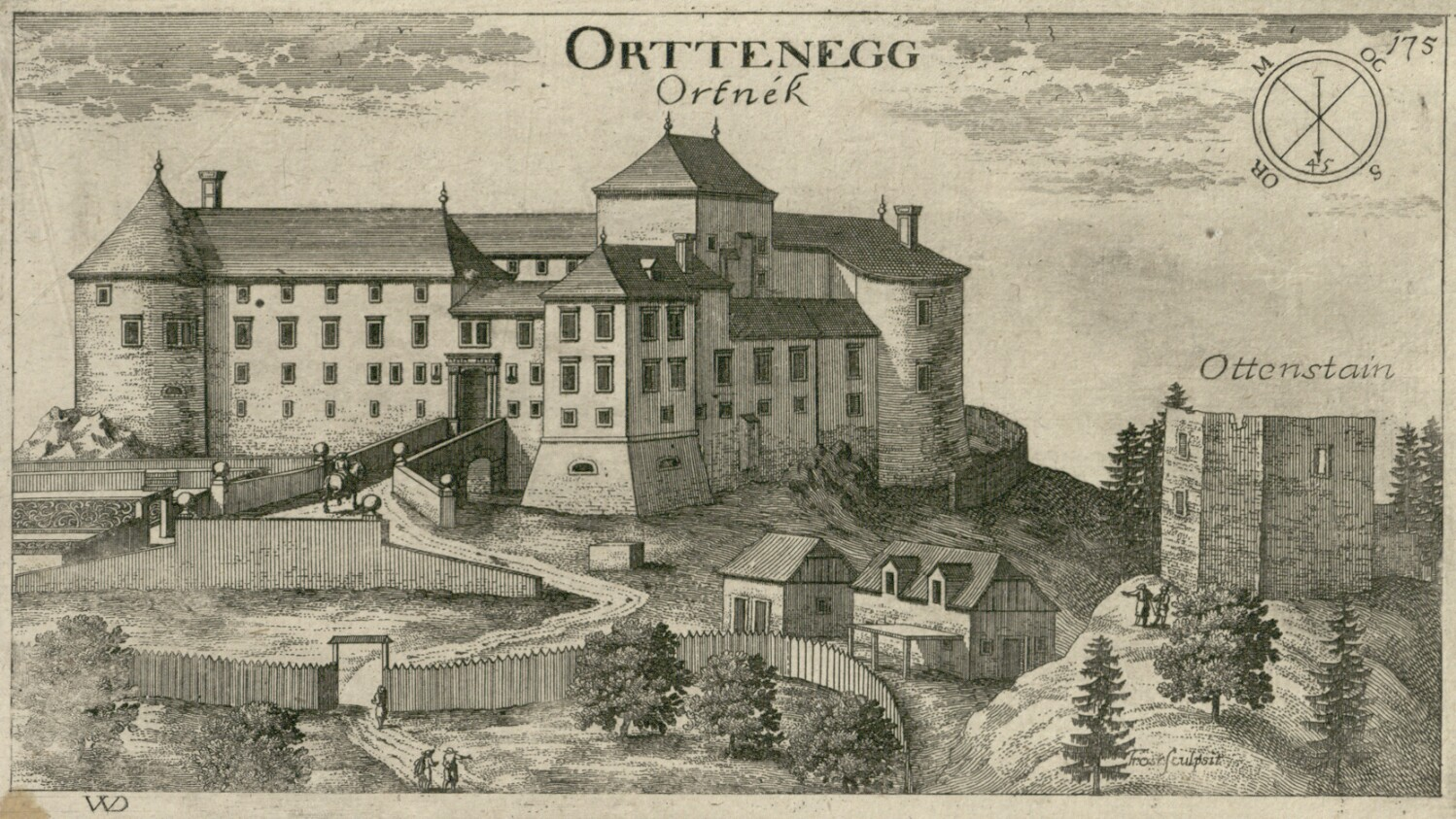
Zámek Ortenegg v Kraňsku